# ورزشگاه شهرداری قونیه
ورزشگاه شهرداری قونیه (ترکی استانبولی: Konya Büyükşehir Belediye Stadyumu) یک ورزشگاه چند منظوره در قونیه، ترکیه است. این ورزشگاه که در سال ۲۰۱۴ افتتاح شده دارای ۴۲٬۰۰۰ نفر ظرفیت است.

## نگارخانه

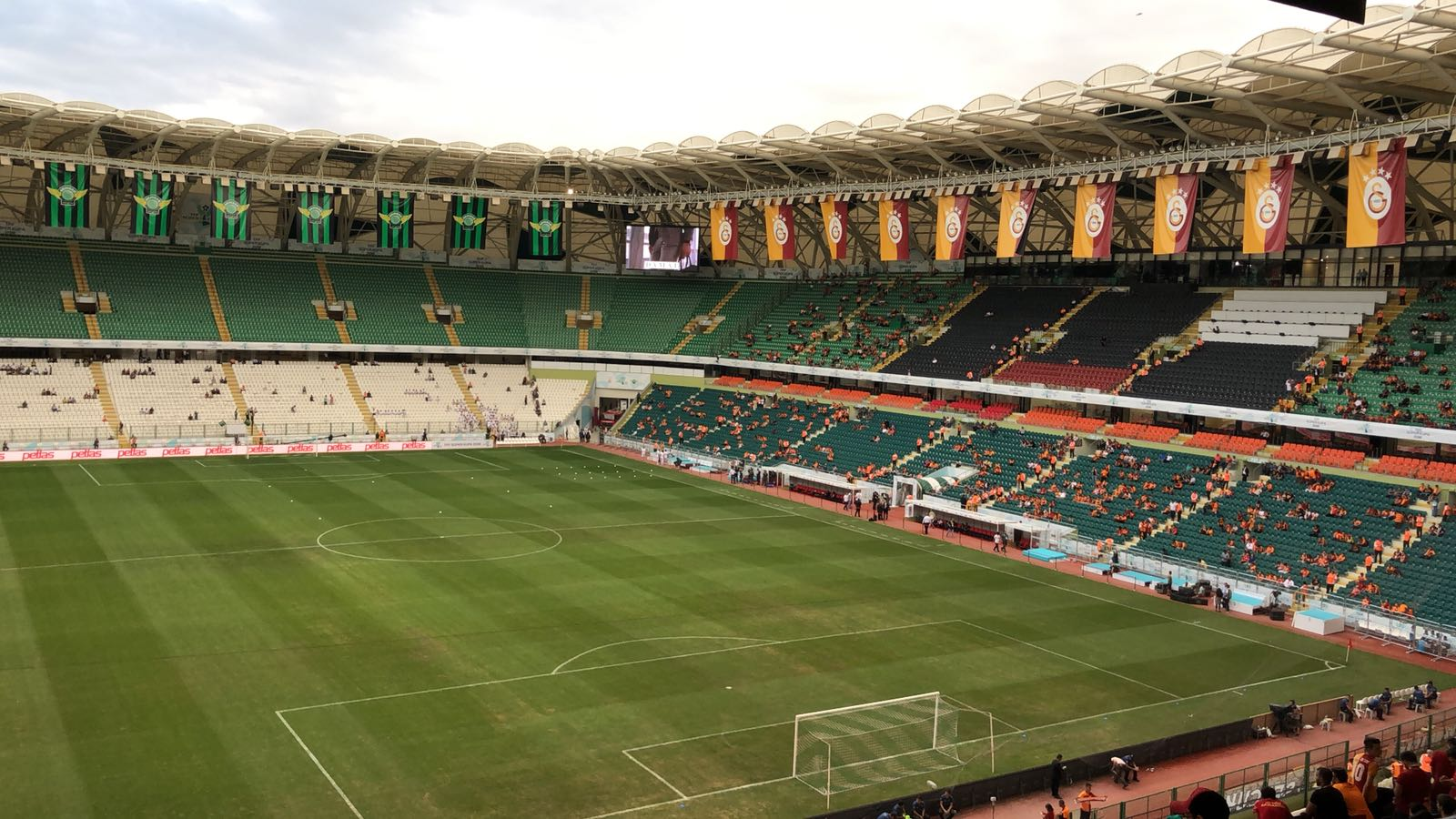
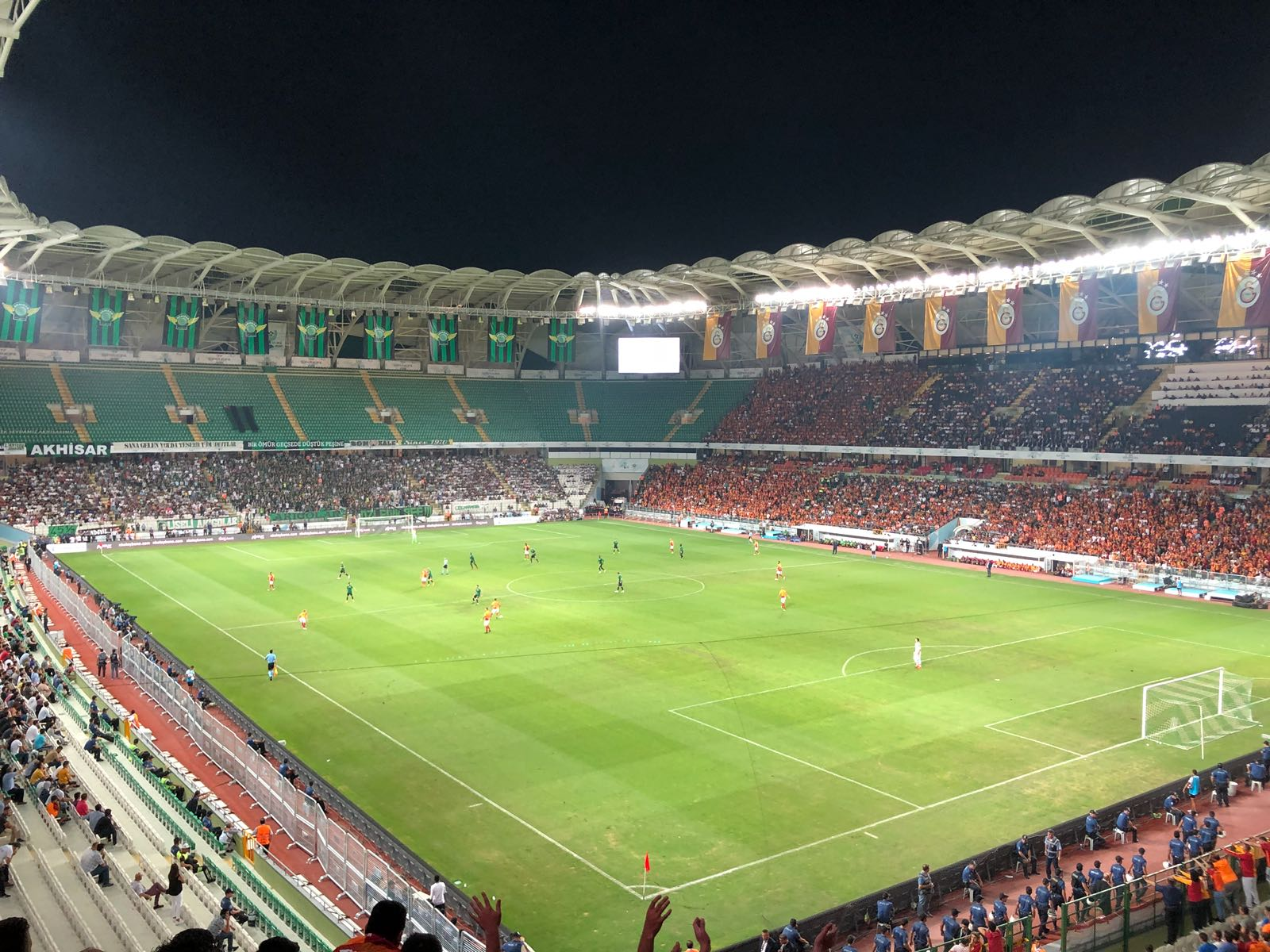